# Ryszard Kolasa

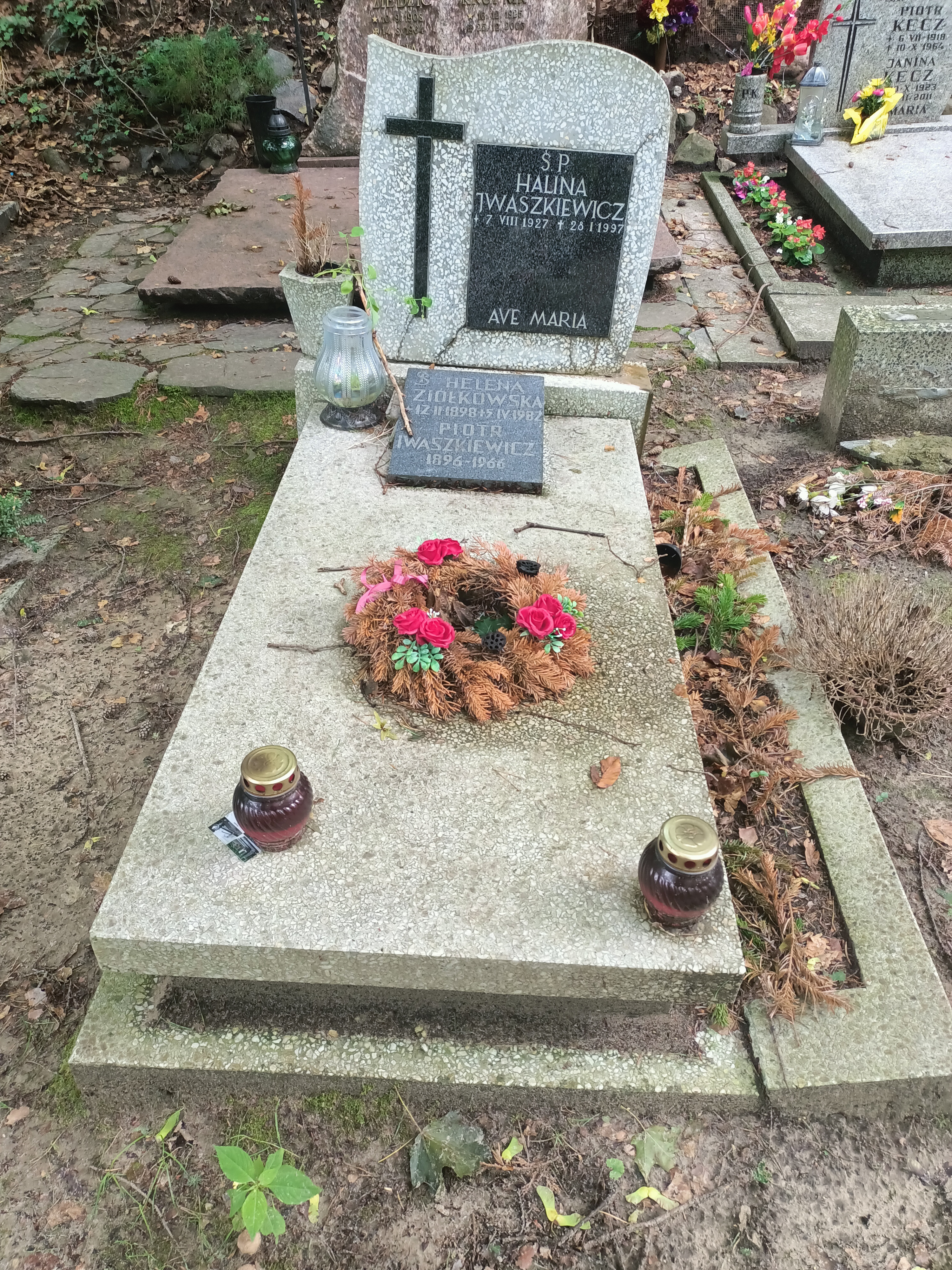
Grób Ryszarda Kolasy na cmentarzu Srebrzysko

Ryszard Kolasa (ur. 17 kwietnia 1964, zm. 12 maja 2016) – polski lekkoatleta specjalizujący się w skoku o tyczce, brązowy medalista mistrzostw Europy juniorów (Schwechat 1983). Brat tyczkarzy Mariana i Adama.

## Sukcesy sportowe
- dwukrotny mistrz Polski – Grudziądz 1988, Kraków 1989
- dwukrotne brązowy medalista mistrzostw Polski – Bydgoszcz 1985 i Warszawa 1992
- 1983 – Schwechat, mistrzostwa Europy juniorów – brązowy medal
- 1985 – Pireus, halowe mistrzostwa Europy – 5. miejsce
- 1986 – Madryt, halowe mistrzostwa Europy – 6-8. miejsce

## Rekordy życiowe
- skok o tyczce – 5,60 m – Tomaszów Mazowiecki 18 maja 1985 (14. wynik w historii polskiej lekkoatletyki[2])
- skok o tyczce (hala) – 5,60 m – Berlin 27 lutego 1987

Podczas zawodów pokazowych w Sopocie (2 sierpnia 1986) uzyskał wynik 5,71 m. Rezultat ten nie został jednak uznany za oficjalny.